# وادي الحريق
وادي بعيجا من أودية نجد. يقع الوادي بالقرب من مدينة الحريق.
ينحدر من جبال طويق مارًا مدينة الحريق، ويصب في وادي السوط عند حوطة بني تميم٬ وهو وادٍ غني بمزارع النخيل، وبه بعض الشعاب كثيفة الأشجار٬ ويمر به طريق معبد يصل الحريق بطريق الخرج - الأفلاج٬ ويمكن العبور منه بعد الحريق إلى الغرب عبر طريق صح اروي غير معبد يحاذي جبال طويق مارًا بمظاهر طبيعية مثيرة للاهتمام.